# Ustata
Ustata (bułg. Устата), właściwie Iwan Dinew (bułg. Иван Динев; ur. 10 października 1977 w Starej Zagorze) – bułgarski piosenkarz i tancerz.

## Dzieciństwo i edukacja
Iwan Dinew urodził się 10 października 1977 roku w Starej Zagorze, gdzie został wychowany. Ukończył naukę w liceum w klasie matematycznej oraz studia na Uniwersytecie Narodowej i Światowej Ekonomii w Sofii.

## Kariera

### Lata 90.: Początki kariery
Zanim rozpoczął karierę muzyczną, zajmował się breakdancem. W 1992 roku zdobył tytuł mistrza w break dance dla Bułgarii.
W latach 90. zaczął działalność na bułgarskim rynku hip-hopowym. W 1995 roku założył zespół XXL, pod szyldem którego wydał dwa albumy studyjne. W 1998 nawiązał współpracę ze znanym bułgarskim DJ-em Stancho, z którym występował na imprezach oraz festiwalach hip-hopowych.

### 2003-07:Ot usta na ustai50/50 – Best Hits Collection
W marcu 2003 roku wydał swój debiutancki, solowy singiel „Trapna da te drapna”, na którym gościnnie pojawił się John Kalleka. W tym samym roku wziął udział w nagraniu utworu „Instead” Rusziego Widinliewa. Na początku grudnia 2004 roku premierę miała jego debiutancka płyta studyjna zatytułowana Ot usta na usta. Album promowany był m.in. przez singiel „Wsiczki drechi mi preczat”, z którym zakwalifikował się do udziału w krajowych eliminacjach eurowizyjnych. 22 stycznia zaprezentował utwór w półfinale selekcji i awansował do organizowanego trzy tygodnie później finału, w którym zajął ostatecznie szóste miejsce z 2,12 % poparciem telewidzów. W tym samym czasie uzyskał dwie nominacje do nagrody MM TV w kategoriach: Najlepszy piosenkarz roku oraz Najlepsza piosenka hip-hopowa (za utwór „Wsiczki drechi mi preczat”).
W ciągu kolejnych lat nagrywał kolejne single oraz nawiązywał muzyczne współprace z takimi wykonawcami, jak m.in. Azis czy Sofi Marinowa. Wziął udział także w trasie koncertowej Sławiego Trifonowa oraz grupy Ku-Ku Band. W marcu 2006 roku uzyskał nominację do nagrody magazynu Nov Folk w kategorii Najlepsza piosenka duetu za singiel „Tochno sega” nagrany z Azisem. Oprócz tego, był nominowany do nagrody MM TV w kategoriach: Najlepszy piosenkarz roku oraz Najlepsza piosenka hip-hopowa (za „Nowi talanti”). W grudniu tego samego roku ukazała się jego pierwsza płyta kompilacyjna zatytułowana 50/50 – Best Hits Collection, na którym znalazły się jego najpopularniejsze piosenki, w tym sześć utworów nagranych w duecie z Marinową oraz dwa z Azisem. Album zapewnił mu nominację do nagrody MM TV w kategorii Najlepszy album hip-hopowy. Sam artysta był nominowany do nagrody Fen TV w kategorii Najlepszy piosenkarz roku.
W 2007 roku ukazał się singiel „Diva ljubow”, który nagrał w duecie z Marinową. W tym samym roku premierę miał także ich inny wspólny utwór – „Ja twoja”, z którym wzięli udział w krajowych eliminacjach eurowizyjnych. 3 lutego wystąpili w półfinale selekcji i awansowali do finału. Pod koniec miesiąca zaprezentowali się w koncercie finałowym i zajęli w nim ostatecznie trzecie miejsce, przegrywając jedynie z zespołem KariZma oraz zwycięzcami, czyli duetem Elica Todorowa i Stojan Jankułow.

### 2008-10:Face to Face
W lipcu 2008 roku premierę miał drugi album studyjny Ustaty zatytułowany Face to Face. Płyta była nominowana do nagrody Fen TV w kategorii Najlepszy album roku. Jeden z utworów z płyty, „Male, male”, zapewnił artyście nominacje w kategoriach Najlepsza piosenka i Najlepszy klip roku. Oprócz tego, piosenkarz był nominowany do nagrody Piosenkarz roku oraz Najlepszy duet roku (za współpracę z Sofi Marinową).
W maju 2009 roku pojawił się gościnnie w singlu „Bate shefe” Sofi Marinowej. W październiku wydał swój kolejny solowy singiel „Com.press”. W tym samym roku nawiązał współpracę z Igim Androwskim i pojawił się gościnnie na jego singlu „Złatotarsaczka”.
W 2010 roku wydał swój nowy singiel – „Dranisz mie”, który nagrał w duecie z Gerganą Dimową. W marcu ukazał się jego kolejny singiel „Ljubow li be” nagrany w duecie z Sofi Marinową, zaś w maju – solowy singiel „S blizaneto idwa apetitat”. W październiku premierę miał singiel „Nasztrakaj se”, który nagrał w duecie z Azisem. W kwietniu 2011 roku ukazał się jego nowy singiel – „Cuba Libre”, a w lipcu – singiel „Silikon-regeton”, który został nagrany z gościnnym udziałem Wieski Marinowa. W 2012 roku wydał dwa single, które zostały nagrane w duecie z Sofi Marinową – „Reżi go na dwie” i „Otniesieni ot wichara”. W lipcu premierę miał jego kolejny solowy singiel – „Baila morena”. W tym samym roku nawiązał współpracę z Dolores Estradą, z którą nagrał singiel „La Cubanita”.

## Dyskografia

### Albumy studyjne
- Ot usta na usta (2004)
- Face to Face (2008)

### Albumy kompilacyjne
- 50/50 – Best Hits Collection (2006)